# Fosses mariennes
Cet article possède un paronyme, voir Fosse des Mariannes.
Les fosses mariennes, dites aussi fosses mariannes, fosse marianne, fosse mariane, fossae marianae, ou canal de Marius, constituent un antique canal artificiel, aujourd'hui disparu, creusé pendant l'hiver 103 - 102 av. J.-C. par les troupes de Marius permettant de contourner l’embouchure du Rhône, dangereuse et encombrée d’alluvions.

## Contexte géographique
À cette époque, Arles n'est qu'à une vingtaine de kilomètres de la mer et la navigation primitive emprunte alors un ancien bras du Rhône aujourd'hui disparu, probablement le bras du Moyen Âge connu sous le nom du « Rhône d'Ulmet » appelé à l'époque le « Rhône des Marseillais », qui se jette alors au sud de l’étang du Fournelet. La vitesse du courant et le dépôt d'alluvions à l'embouchure rendent la navigation impossible sur le Bas Rhône aux navires à voiles ou à rames.

## Origines
Le général romain Marius vient dans la région en 104 av. J.-C. pour protéger l’Italie des Cimbres et Teutons qui ravagent la Gaule et l’Espagne. Marius, avec 30 000 hommes stationnés probablement à la Montagnette au nord-est d'Arles (ou autre hypothèse, à l'extrême ouest du plateau de la Crau), doit attendre deux ans l'affrontement avec ces barbares. 
Dans cette situation, il assure le ravitaillement de ses cinq légions par voie d'eau. Les navires venus directement d'Ostie doivent acheminer les vivres dans le sens sud-nord sans qu'il soit nécessaire de transborder la cargaison sur la cote, pour la transporter ensuite par terre jusqu'à Arles, opération fort coûteuse en temps, moyens de transports et en main d’œuvre. Une solution à ce problème consiste à allonger le parcours de navigation entre la mer et Arles par la création d'un canal artificiel. Cet ouvrage améliore la dépression naturelle par une pente modérée avec un débit réduit autorisant la navigation dans les deux sens. Le creusement de ces « fosses » lui permet aussi de soustraire les soldats à l'inaction. La pratique de « travaux » (routiers notamment, mais aussi aqueducs, ou canaux) par les légionnaire en casernement était, tout à la fois, un moyen de légitimer leur présence sur un sol étranger, un moyen de laisser des ouvrages utiles pour des opérations militaires ultérieures autant que pour le commerce ou les activités des populations locales. Le prestige de Rome s'en trouvait renforcé auprès des populations locales. 
Après la victoire de Marius à la bataille d'Aix, l'usage des « fosses mariennes » est donné à la ville de Marseille, l'alliée de Rome, pour son plus grand profit. Marseille disposera ainsi d'un moyen de faire remonter ses navires sur le Rhône sans dépendre d'un déchargement sous contrainte de moyens de transbordements locaux. La pénétration économique de Marseille, (alliée de Rome) par le Rhone sera aussi celle de l'économie romaine. Les traces des comptoirs marseillais seront retrouvées au-delà de Lyon, jusqu'à Genève et dans la vallée de la Saône.

## Les fosses mariennes chez les auteurs antiques
Le géographe grec Strabon, dans sa Géographie, explique les raisons pour lesquelles ce canal a été creusé :
« Au sujet des bouches du Rhône, Polybe taxe formellement Timée d'ignorance : il affirme que ce fleuve n'a pas les cinq bouches que Timée lui prête, et qu'il n'en compte que deux en tout. Artémidore, lui, en distingue trois. Ce qu'il y a de sûr c'est que plus tard Marius s'aperçut que, par le fait des atterrissements, l'entrée du fleuve tendait à s'oblitérer et devenait difficile, et qu'il fit creuser un nouveau canal où il dériva la plus forte partie des eaux du Rhône. Il en concéda la propriété aux Massaliotes, pour les récompenser de la bravoure qu'ils avaient déployée pendant sa campagne contre les Ambrons et les Toygènes, et cette concession devint pour eux une source de grands profits, en leur permettant de lever des droits sur tous les vaisseaux qui remontent ou descendent le fleuve. Aujourd'hui, du reste, l'entrée du Rhône se trouve être tout aussi difficile à cause de la violence du courant, et par le fait des atterrissements et du peu d'élévation de la côte, qu'on a peine à apercevoir même de près par les temps couverts, ce qui a donné l'idée aux Massaliotes d'y bâtir des tours en guise de signaux. Les Massaliotes, on le voit, ont pris de toute manière possession du pays, et ce temple de Diane Éphésienne, érigé par eux aux mêmes lieux, sur un terrain choisi exprès, et dont les bouches du fleuve font une espèce d'île, est là encore pour l'attester [aux Saintes Maries de la Mer]. Signalons enfin au-dessus des bouches du Rhône un étang salé, qu'on nomme le Stomalimné, et qui abonde en coquillages de toute espèce, ainsi qu'en excellents poissons. Quelques auteurs, ceux-là surtout qui veulent que le fleuve ait sept bouches, comptent cet étang pour une, mais c'est là une double erreur ; car une montagne s'élève entre deux, qui sépare absolument l'étang du fleuve. »
Puis, quelques années plus tard, Pline l'Ancien (23-79) et Pomponius Mela (vers 43) évoquent les fosses mariennes à l’époque où Marseille les exploite à son profit. C'est toutefois l'historien grec Plutarque (46-125) qui, dans sa Vie de Marius, donne le plus de détails. Voici une traduction réalisée par Amyot (1513-1593), évêque d'Auxerre et humaniste, qui permit aux Vies Parallèles de Plutarque de sortir de treize siècles d’ombre. Elle est retranscrite dans le français de l’époque :
« Marius donques ayant nouvelles que les Barbares approchoient, passa les monts en diligence, et fortifiant son camp au long de la riviere du Rosne, y meit dedans grande provision de tous vivres, à fin qu'il ne peust estre contrainct à faulte de vivres de venir à la bataille, sinon à son bon poinct quand il luy sembleroit expedient : et là où auparavant la voiture des vivres en son camp par la mer estoit longue, dangereuse et de grande despense, il la rendit aisée et courte par tel moyen : la bouche de la riviere du Rosne avoit accueilly tant de vase et si grande quantité de sable, que les undes de la mer y amassoient et entassoient, avec la fange haute et profonde, que les bancs rendoient l'entrée de la riviere estroitte, difficile et dangereuse pour les grands vaisseaux de charge, qui venoient de la mer. Quoy considerant Marius, employa là son armée pendant qu'elle ne faisoit rien, et luy feit caver une grande trenchée et canal, dedans laquelle il destourna bonne partie de l'eau de la riviere, et la tira jusques à un endroit opportun de la coste, là où l'eau s'escouloit en la mer par une embouchure profonde et capable des plus grandes navires, et avec cela tranquille et platte, sans estre tourmentée des vents ny des vagues de la mer. Celle fosse retient encore aujourd'huy son nom, s'appellant la Fosse Mariane. »

## Controverse sur le tracé
En dépit de cette description, d’autres sources plus tardives laissent penser que ces fosses n’étaient qu'un aménagement d’étangs permettant la liaison de la mer (Marais du Vigueirat, Étang du Landre à proximité de la ville actuelle de Fos) aux marécages entourant la ville d’Arles ; cette polémique à ce jour n’est toujours pas close. Il semble bien cependant qu'Otello Badan ait retrouvé en 2013 le tracé d'un véritable canal dans le marais du Vigueirat.